# Troncata
In matematica una troncata di un numero reale è intuitivamente un numero razionale che viene ottenuto scrivendo solo fino ad un certo punto il primo; questo concetto matematico è molto utile, se non essenziale, nel definire l'ordinamento e le operazioni sui numeri reali, nonché essi stessi.

## Tipi di troncate
Per quanto il concetto generico di troncata sia molto utilizzato, in realtà non esiste una troncata unica (stabilito ovviamente l'indice) per un numero reale, dal momento che una troncata può essere per eccesso o per difetto.

### Troncate per difetto
Dato un numero reale a formato dalla serie decimale {\displaystyle a=N,a_{1}a_{2}a_{3}....a_{41}....a_{n}...}, si definisce la sua troncata per difetto come
{\displaystyle \left[a\right]_{n}=N,a_{1}a_{2}....a_{n}}
In pratica la troncata per difetto di un numero reale consiste nello spezzare la serie ad un certo indice predefinito (n), con la conseguenza banale che il numero (razionale) finito ottenuto sarà minore o uguale al numero reale.
Inoltre possiamo anche stimare la differenza tra troncata e numero, affermando che essa sarà sempre minore di {\displaystyle 10^{-n}}.

### Troncate per eccesso
Dato un numero reale a formato dalla serie decimale {\displaystyle a=N,a_{1}a_{2}a_{3}....a_{41}....a_{n}...}, si definisce la sua tronacata per eccesso come
{\displaystyle \left[a\right]^{n}=N,a_{1}a_{2}....a_{n}+10^{-n}}
Il numero razionale finito corrispondente alla troncata per eccesso non è altro che quel numero ottenuto troncando all'opportuno indice il reale di partenza, e poi aggiungendo un'unità sull'ultima cifra. Da questo consegue che la troncata per eccesso sarà sempre maggiore o al massimo uguale al reale di partenza; il caso di uguaglianza tra troncata e reale include anche il caso della doppia rappresentazione periodica.
La troncata per eccesso può essere anche definita in relazione con quella per difetto scrivendo:
{\displaystyle \left[a\right]^{n}=\left[a\right]_{n}+10^{-n}}
In generale se s è il numero reale, la sua relazione con le troncate sarà:
{\displaystyle \left[s\right]_{n}\leq \ s\leq \ \left[s\right]^{n}}

## Le troncate e i numeri reali
In sostanza quando noi definiamo un numero reale, dobbiamo definire le troncate, e questo vale anche quando si utilizzano comunemente numeri reali per così dire famosi; difatti 2.71 non è la costante di Nepero, bensì la sua troncata per difetto a 2 cifre, ovvero {\displaystyle \left[e\right]_{2}}. Allo stesso modo la celeberrima pi greca, 3.14, è {\displaystyle \left[\pi \right]_{2}}.
Il reale infatti spesso non è scrivibile per esteso ma una sua qualunque troncata è un numero decimale finito “vicino” ad esso. Le serie decimali con cui si definiscono i reali sono, anche storicamente, risultato di importanti algoritmi e procedimenti spessissimo derivanti da problemi pratici. Alcuni esempi sono:
- La divisione euclidea con la virgola che, prolungata arbitrariamente, può produrre una serie decimale infinita (per esempio 1:3)
- La costruzione della radice quadrata
- La misurazione della lunghezza di un segmento con un altro come "metro"

L'idea centrale della teoria dei numeri reali che utilizza i numeri reali è di operare su di essi (e definirli) per approssimazione, attraverso le rispettive troncate. Quindi si dice che un numero reale è definito se si è in grado, anche con metodi diversi, di determinare una sua qualunque troncata, e dunque un decimale, finito, a distanza arbitrariamente piccola da esso.

## Operazioni con le troncate
Sulle troncate si può operare con la stessa difficoltà con cui si opera con i razionali, in quanto esse altro non sono numeri decimali, finiti. Ed è proprio la facilità con cui si opera con le troncate il motivo principale per cui esse sono utilizzate nelle operazioni tra reali. Infatti con il concetto di troncata di un numero reale si ovvia a problemi molto complicati, ad esempio fare la differenza di due numeri aventi cifre illimitate, riducendo gli inconvenienti a delle semplici precisazioni. Queste precisazioni sono però accettabili di fronte al fatto di avere la possibilità di agire sui reali con grande tranquillità, con notevoli risvolti soprattutto dal punto di vista pratico....

## Le troncate e l'approssimazione
Il concetto di troncata di un numero è assai simile a quello di approssimazione di un numero, se non coincidente; difatti possiamo pensare alla troncata per difetto con una stima dal basso di un certo reale, e a quella per eccesso come una stima dall'alto di esso. Inoltre la relazione sussistente tra i due tipi di troncate ci dà anche la possibilità di sapere di quanto, al massimo, può discostarsi la nostra approssimazione dal numero vero e proprio.